# Hodie mihi, cras tibi
 Hodi mihi, cras tibi лат. (изговор:ходије михи, крас тиби). Данас мени, сутра теби.

## Поријекло изреке
Поријеко изреке је непознато.

## Значење
Углавном се односи на размишљање о неминовности живота у извјесности смрти. Зато се налази често  као «релаксирајућа» порука по гробљима. Смрт је дошла мени, сутра ће теби.